# (2344) Xizang
(2344) Xizang est un astéroïde de la ceinture principale.

## Description
(2344) Xizang est un astéroïde de la ceinture principale. Il fut découvert le 27 septembre 1979 à Nanking par l'observatoire de la Montagne Pourpre. Il présente une orbite caractérisée par un demi-grand axe de 2,75 UA, une excentricité de 0,19 et une inclinaison de 3,9° par rapport à l'écliptique.

## Compléments